# Горня Битня
Горня Битня (словен. Gornja Bitnja) — поселення в общині Ілірська Бистриця, Регіон Нотрансько-крашка, Словенія. Висота над рівнем моря: 442,2 м.